# Universität Potsdam
"Potsdams universitet" omdirigeras hit. Ej att förväxla med State University of New York i Potsdam, New York, USA.

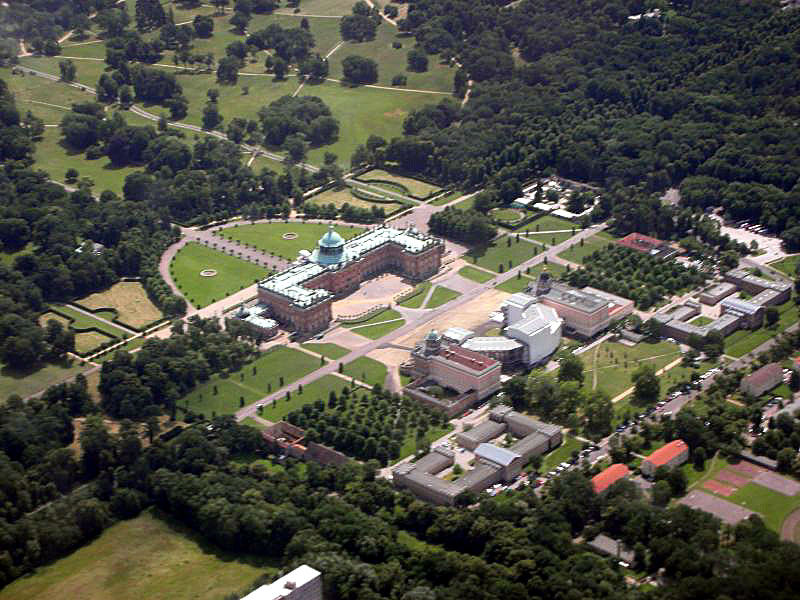
Flygfoto av campusområdet och Neues Palais.

Universität Potsdam, UP, är ett statligt universitet i den tyska staden Potsdam och är förbundslandet Brandenburgs största högskola, med 20 411 studenter vintern 2014/2015 och omkring 4 000 anställda. Det är internationellt känt för forskning inom offentlig förvaltning och statsvetenskap. Universitetet bildades 1991, som ett av två nya universitet i Brandenburg, ur de tidigare östtyska statliga högskolorna i Potsdam.  Som ett arv från den tidigare lärarhögskolan har universitetet lärarutbildning som ett av sina större utbildningsprogram.

## Campus
Universitetet har sitt huvudcampus i de barocka sidobyggnaderna till det gamla kejserliga palatset Neues Palais i Potsdam, som ursprungligen inrymde palatsets tjänstefolksbostäder och servicefunktioner. Här finns idag universitetets centrala ledning och förvaltning, delar av den filosofiska fakulteten, samt institutionerna för matematik, sportvetenskap och sportmedicin.

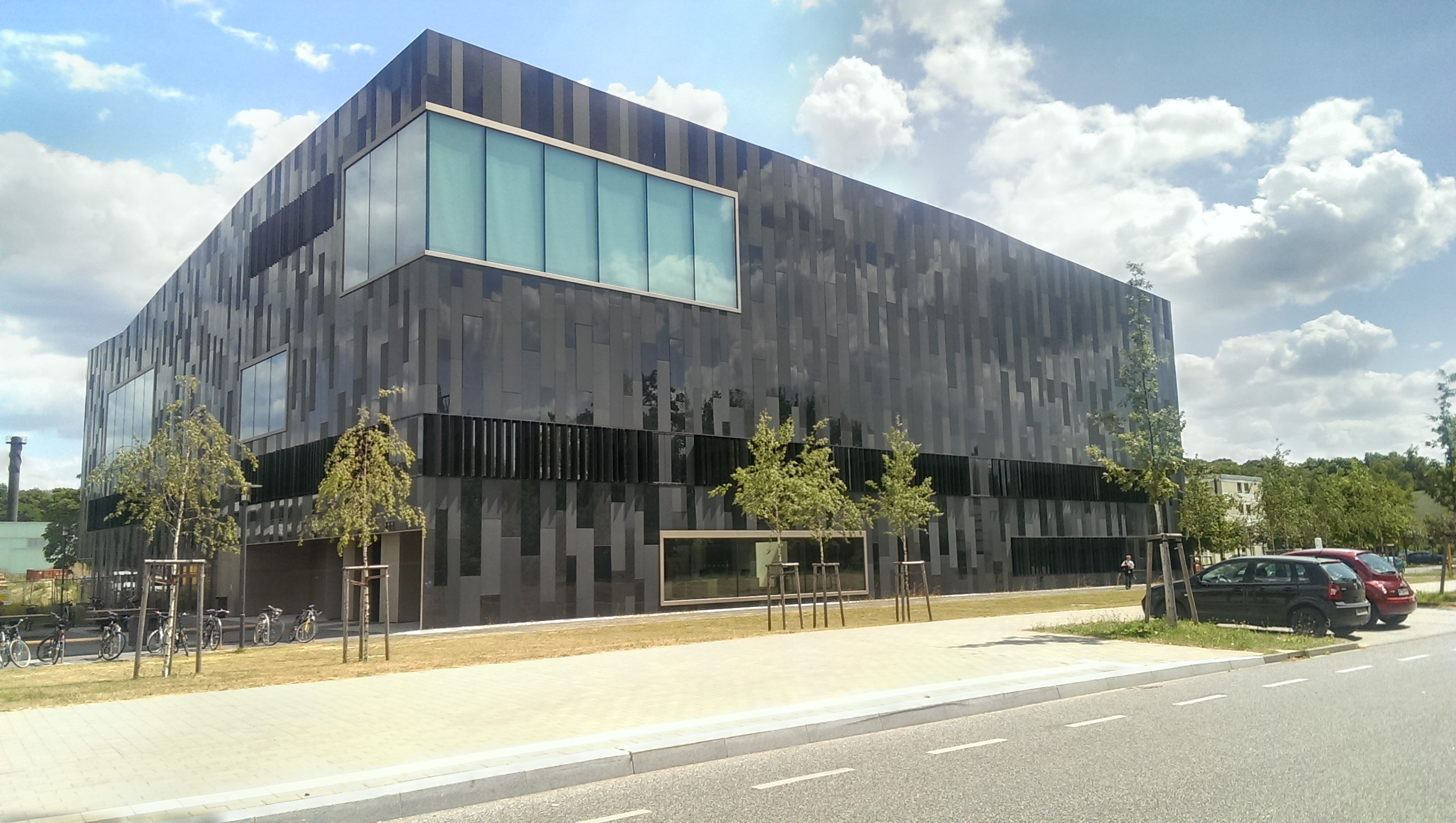
Informations- och kommunikationscentrum, Campus Golm

I stadsdelen Golm, väster om centrum, finns den matematisk-naturvetenskapliga fakulteten och den humanvetenskapliga fakulteten, samt flera nationella forskningsinstitut.
I stadsdelen Babelsberg i östra Potsdam finns de juridiska, samhällsvetenskapliga och ekonomiska fakulteterna, samt institutionen för datavetenskap.